# 겉보기 점성도

유체의 겉보기 점도는 측정되는 층밀림 비율(shear rate)에 따라 달라진다. 팽창성(dilatant) 유체의 겉보기 점도는 더 높은 층밀림 비율에서 측정할 때 더 높은 반면(η4는 η3보다 높음), 빙엄 플라스틱(Bingham plastic)의 겉보기 점도는 더 낮다(η2가 η1보다 낮음).

유체 역학에서 겉보기 점성도(apparent viscosity. 때때로 η로 표시됨. 겉보기 점도, 겉보기 점성.)는 유체에 적용되는 층밀림 변형력(shear stress)을 층밀림 비율(shear rate)로 나눈 값이다.
{\displaystyle \eta ={\frac {\tau }{\dot {\gamma }}}}
뉴턴 유체의 경우 겉보기 점도는 일정하고 유체의 뉴턴 점도와 동일하지만 비뉴턴 유체의 경우 겉보기 점도는 층밀림 비율에 따라 달라진다. 겉보기 점도에는 SI 파생 단위인 Pa·s(파스칼-초)가 있지만 실제로는 센티푸아즈(centipoise)가 자주 사용된다 (1 mPa·s = 1 cP).

## 멱-법칙 유체
오스트발트-드 웰 관계식

## 같이 보기
- 층밀림 비율
- 점성도
- 유체 동역학
- 유변학
- 파레이어스 효과
- 점성도
- 에타 (Η, η)